# Marca de Meissen

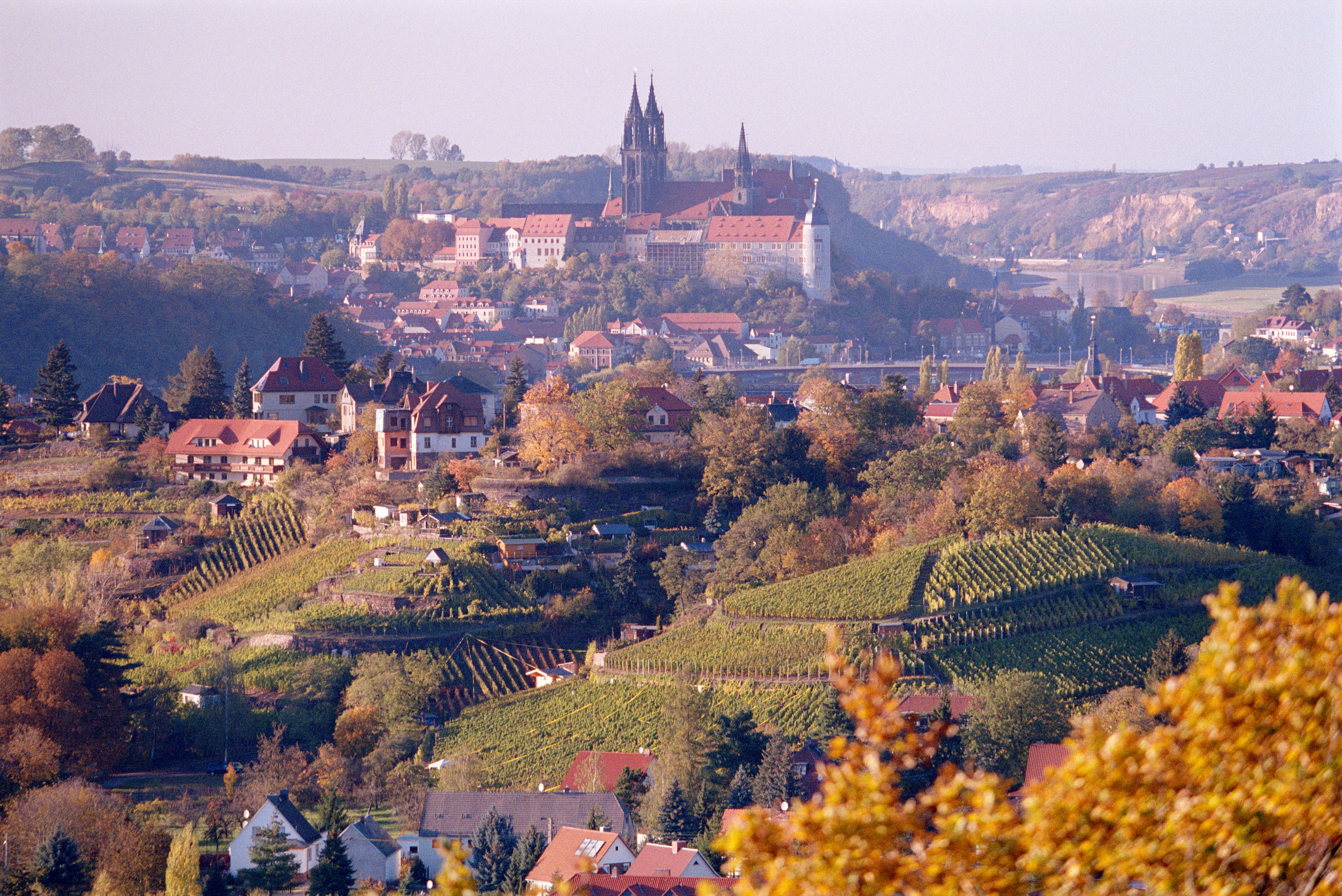
Meissen, amb l'Albrechtsburg i la Catedral de St Johannis i Donatus més lluny.

La Marca o Marcgraviat de Meissen —Mark(grafschaft) Meißen (alemany)—, a vegades marca de Mísnia, fou una jurisdicció feudal medieval de frontera del Sacre Imperi Romanogermànic a l'est d'Alemanya en la moderna Saxònia. Es va crear per segregació de la Marca Geronis el 965, i es va fusionar a l'Electorat de Saxònia el 1423. El burgraviat de Meissen fou creat el 1068, i no s'ha de confondre amb el marcgraviat, ja que eren dos jurisdiccions diferents. La marca de Meissen es va anomenar a vegades com Marca de Turíngia. Normalment, tanmateix, això era un terme per la part oriental de la marxa Meissen, és a dir, les terres a l'est de l'Elba fins al Saale, una terra habitada per Eslaus. Anteriorment, la "Marca Turíngia" s'anomenava com marca Soraba.

## Fundació
El 928 o el 929, durant una campanya contra la tribu eslava dels glomacze, el rei Enric I d'Alemanya va construir un castell en un turó al damunt de l'Elba que després fou l'Albrechtsburg i es va anomenar llavors Meissen agafat del proper rierol Meisa. Una ciutat aviat es va desenvolupar al peu de la fortalesa. Enric tanmateix, no va fer cap intent de germanitzar els eslaus o crear una cadena de baluards per donar suport a la seva nova fortalesa, i més aviat Meissen estava aïllada, com Brandenburg, amb poca organització al voltant. Això no va durar. La ciutat va créixer, convertint-se finalment en una de les ciutats més importants de la gran Marca Geronis que cobria l'est de les terres del ducat de Saxònia. Quan la marca fou dividida el 965 a la mort del marcgravi Geró el Gran, Meissen va formar el centre d'una nova marca principalment contra els sòrabs. La primera menció d'un marcgravi a Meissen és del 968. Aquell mateix any, el castell esdevenia també la seu del Bisbat de Meissen novament creat.
En 979, un cert comte Rikdag va esdevenir marcgravi de Meissen, que també va adquirir les terres de les marques de Merseburg i de Zeitz. El 982, el territori de la marca s'havia estès a l'est fins al Neisse i en direcció del sud a les Muntanyes Metal·líferes. El 983, després de la derrota de l'emperador Otó II a la batalla de Capo Colonna contra l'emirat de Sicília, les tribus veleti eslaves que feien frontera amb Saxònia oriental es van rebel·lar. Els bisbats d'Havelberg i Brandenburg foren destruïts i la marca de Zeitz devastada. El marcgravi Rikdag va unir les forces amb les dels marcgravis de Lusàcia i de la marca del Nord així com amb l'arquebisbe de Magdeburg i el bisbe d'Halberstadt i derrotaven els eslaus a Belkesheim, prop de Stendal. No Obstant això, grans territoris foren perduts i els alemanys es limitaven una vegada més a les terres a l'oest de l'Elba.
Amb l'accessió del marcgravi Eccard I de Meissen el 985, el títol fou tingut per la noble família noble dels Ekkehardings. El 1002 el rei Boleslau I de Polònia va conquerir la marca Turíngia i per la pau de Bautzen els marcgravis de Meissen van haver de cedir el territori dels milceni (el que després fou l'Alta Lusàcia a Polònia. El 1046, el marcgraviat va anar al comte Otó I de Meimar-Orlamünde (que fou Otó I de Meissen) i, el 1067, als brunons, el representant del qual, Egbert II de Meissen, fou deposat durant la controvèrsia de les Investidures el 1089.

## Govern dels Wettin
L'emperador Enric IV llavors va concedir Meissen al comte Enric d'Eilenburg, de la dinastia de Wettin sota el govern de la qual el marcgraviat romandria la resta de la seva existència. Sota Wiprecht de Groitzsch durant els anys 1120, Meissen va iniciar la germanització. Fou succeït per Conrad el Gran (1123-56), Otó el Ric (1156-91), i Dietrich l'Oprimit (1191-1221), sota els quals es va expandir i es va desenvolupar la marca.
El 1264, Enric III de Meissen es va imposar en la guerra de successió del landgraviat de Turíngia, on el seu oncle, Enric I Raspe, havia mort sense fills. Entre 1243 i 1255, Enric III va adquirir Pleissen al voltant d'Altenburg com a mesura de seguretat. El 1307, l'intent de l'emperador Enric VII de sotmetre altre cop als marcgravis de Meissen va fracassar amb la seva derrota a la batalla de Lucka. En aquest temps el marcgraviat era de facto independent de qualsevol autoritat sobirana.
En els anys després de Lucka, hi va haver un govern conjunta del territori per diversos membres de la dinastia Wettin en qualsevol moment. Durant els anys 1382 i 1445, això fins i tot va conduir a la divisió de la marca. Tanmateix, les branques de cadets de la família freqüentment s'extingien i les terres consegüentment es reunien. Alhora, el territori podria ser estès per matrimoni, compra, o conquesta, que és com va guanyar el marcgraviat els drets al burgraviat de Miessen el 1426. Al final de segle xv, l'àrea dominada per la dinastia Wettin cobria les terres entre el Werra i l'Oder.
El 1423, Frederic el Guerrer marcgravi de Meissen), va rebre de l'emperador el tron vacant de l'electorat de Saxònia-Wittenberg i se li va assignar el ducat de Saxònia-Wittenberg (Frederic I elector de Saxònia). Amb això el marcgraviat de Meissen entrava en el domini de l'electorat de Saxònia i perdia el seu estatus com a principat independent. El 1485, la partició de Leipzig dividia Saxònia i Turíngia entre els germans Ernest i Albert, que marcaven el començament de la separació permanent dels dos estats (línies ernestina i albertina).

## Llista de marcgravis
| Afiliació              | Nom                     | Anys      | Comentaris |
|                        | Wigbert                 | 965–970   | |
|                        | Thietmar                | 970–979   | també marcgravi de Merseburg |
| Ekkehardings           | Günther de Merseburg    | 981–982   | dubtós, també marcgravi de Merseburg                                                                                             |
|                        | Rikdag                  | 979–985   | des de 982 marcgravi de Merseburg i de Zeitz substituint a Wigger a Zeitz, a Gunther a Merseburg i (possible) a Wigbert a Meißen |
| Ekkehardings           | Eccard o Ekkehard I     | 985–1002  | fill de Günther de Merseburg |
| Ekkehardings           | Gunzelí de Kuckenburg   | 1002–1009 | |
| Ekkehardings           | Herman I de Meissen     | 1009–1031 | |
| Ekkehardings           | Eccard o Ekkehard II    | 1031–1046 | |
| Weimar-Orlamünde       | Guillem                 | 1046–1062 | |
| Weimar-Orlamünde       | Otó I                   | 1062–1067 | |
| Brunons                | Egbert I                | 1067–1068 | |
| Brunons                | Egbert II               | 1068–1089 | |
| Premíslides            | Vratislau II de Bohèmia | 1076–1089 | dubtós |
| Wettin                 | Enric I                 | 1089–1103 | |
| Wettin                 | Timó                    | 1103      | |
| Wettin                 | Enric II d'Eilenburg    | 1104–1123 | |
|                        | Wiprecht                | 1123–1124 | |
| Winzenburg             | Herman II               | 1124–1130 | |
| Wettin                 | Conrad el Gran          | 1130–1156 | |
| Wettin                 | Otó II                  | 1156–1190 | |
| Wettin                 | Albert I                | 1190–1195 | Seguit pel govern directe de l'emperador Enric VI                                                                                |
| Wettin                 | Dietrich I              | 1198–1221 | |
| Wettin                 | Enric l'Il·lustre       | 1221–1288 | |
| Wettin                 | Albert II               | 1288      | fill d'Enric III |
| Wettin                 | Frederic Tuta           | 1288–1291 | |
| Wettin                 | Dietrich II             | 1291–1307 | IV de Lusàcia |
| Wettin                 | Frederic el Pacífic     | 1291–1323 | |
| Nassau                 | Adolf                   | 1293–1298 | rei d'Alemanya |
| Dinastia dels Habsburg | Albert III              | 1298–1307 | |
| Wettin                 | Frederic el Cruel       | 1323–1349 | fill de Frederic I |
| Wettin                 | Frederic l'Estricte     | 1349–1381 | fill de Frederic II |
| Wettin                 | Baltasar                | 1349–1382 | fill de Frederic II |
| Wettin                 | Guillem I               | 1349–1407 | Fill de Frederic II |
| Wettin                 | Jordi                   | 1381–1402 | fill de Frederic III |
| Wettin                 | Guillem II              | 1381–1425 | fill de Frederic III |
| Wettin                 | Frederic el Guerrer     | 1381–1428 | fill de Frederic III, fou després Frederic I, elector de Saxònia                                                                 |
| Wettin                 | Frederic V              | 1407–1440 | Fill de Baltasar, hereu de Guillem I                                                                                             |